# Gilia ochroleuca
Gilia ochroleuca är en blågullsväxtart. Gilia ochroleuca ingår i släktet gilior, och familjen blågullsväxter.

## Underarter
Arten delas in i följande underarter:
- G. o. bizonata
- G. o. exilis
- G. o. ochroleuca
- G. o. vivida